# Kosmos 2468
Kosmos 2468, ruski vojni komunikacijski satelit iz programa Kosmos. Vrste je Strijela-3M (Rodnik br. 13L, 14F132).
Lansiran je 8. rujna 2010. godine u 03:30 s kozmodroma Pljesecka u Rusiji. Lansiran je u nisku orbitu oko planeta Zemlje raketom nosačem Rokot/Briz-KM. Orbita mu je 1497 km u perigeju i 1507 km u apogeju. Orbitna inklinacija mu je 82,46°. Spacetrackov kataloški broj je 37154. COSPARova oznaka je 2010-043-C. Zemlju obilazi u 116,02 minute. 
Strijela-3 su sateliti namijenjeni vojnim i vladinim komunikacijama. Bili su jednostavni sustav pohrane-ispuštanja posebice koristan u prosljeđivanju (relejno) neesencijalna prometa između Ruske Federacije i prekomorskih postaja ili snaga.
Jedan je od triju lansiranih satelita (Gonjec-M br.12, Kosmos-2467 / Strijela-3, Kosmos-2468 / Strijela-3M 14F132 Rodnik) lansiranih 8. rujna 2010. godine. Svi su u orbiti, uključujući i dio Briz-KM koji se odvojio tijekom misije.

## Vanjske poveznice
- N2YO.com Search Satellite Database
- Celes Trak SATCAT Format Documentation (engl.)
- Kunstman  Arhivirana inačica izvorne stranice od 12. kolovoza 2019. (Wayback Machine) Satellites in Orbit (engl.)